# Girolamo Giovinazzo
Girolamo Giovinazzo, född den 10 september 1968 i Rom, Italien, är en italiensk judoutövare.
Han tog OS-silver i herrarnas extra lättvikt i samband med de olympiska judotävlingarna 1996 i Atlanta.
Han tog OS-brons i herrarnas halv lättvikt i samband med de olympiska judotävlingarna 2000 i Sydney.